# Bolès
Der Bolès (auch Boulès genannt; katalanisch Bulès) ist ein Fluss in Frankreich, der im Département Pyrénées-Orientales in der Region Okzitanien verläuft. Er entspringt in den Pyrenäen, an der Ostflanke des Berggipfels Puig de l’Estelle (1778 m) im Gemeindegebiet von La Bastide, entwässert generell in nördlicher Richtung und erreicht bei Bouleternère das Tal der Têt. Hier schwenkt er nach Nordost und verläuft noch etwa 12 Kilometer parallel zur Têt durch die Weinbaugebiete Côtes du Roussillon und Rivesaltes. Dann mündet er nach insgesamt rund 35 Kilometern am östlichen Ortsrand von Millas als rechter Nebenfluss in die Têt.

## Orte am Fluss
(Reihenfolge in Fließrichtung)
- Mas de la Torre, Gemeinde La Bastide
- La Bastide
- Boule-d’Amont
- Bouleternère
- Ille-sur-Têt
- Millas